# Scottish National League 2018/19
Die Saison 2018/19 ist die Austragung der höchsten schottischen Eishockeyliga, der Scottish National League. Die Ligadurchführung erfolgt durch die Scottish Ice Hockey, den schottischen Verband unter dem Dach des britischen Eishockeyverbandes Ice Hockey UK.

## Modus
Zunächst spielten alle Mannschaften eine einfache Runde mit Hin- und Rückspiel. Die besten Acht erreichten die Play-offs.

## Teilnehmer
| Mannschaft          | Stadt      | Vorjahresplatzierung   | Heimarena             | Kapazität |
| ------------------- | ---------- | ---------------------- | --------------------- | --------- |
| Dundee Comets       | Dundee     | Meister                | Dundee Ice Arena      | 2.300     |
| Kirkcaldy Kestrels  | Kirkcaldy  | Vizemeister            | Fife Ice Arena        | 3.280     |
| Aberdeen Lynx       | Aberdeen   | Halbfinalist           | Linx Ice Arena        | 1.100     |
| Paisley Pirates     | Paisley    | Halbfinalist           | Braehead Arena        | 4.000     |
| Dundee Tigers       | Dundee     | Viertelfinalist        | Dundee Ice Arena      | 2.300     |
| North Ayrshire Wild | Stevenston | 9. Platz (Hauptrunde)  | Auchenharvie Ice Rink |           |
| Kilmarnock Thunder  | Kilmarnock | 10. Platz (Hauptrunde) | Galleon Centre        | 400       |
| Solway Stingrays    | Dumfries   | 11. Platz (Hauptrunde) | Dumfries Ice Bowl     | 1.000     |
| Murrayfield Racers  | Edinburgh  | Neu                    | Murrayfield Ice Rink  | 3.800     |

## Hauptrunde
| Platz | Mannschaft          | Spiele | S  | U | N  | Tore   | Punkte |
| ----- | ------------------- | ------ | -- | - | -- | ------ | ------ |
| 1.    | Murrayfield Racers  | 16     | 14 | 2 | 0  | 130:41 | 30     |
| 2.    | Paisley Pirates     | 16     | 12 | 1 | 3  | 118:39 | 25     |
| 3.    | Kirkcaldy Kestrels  | 16     | 10 | 4 | 2  | 128:48 | 24     |
| 4.    | Dundee Comets       | 16     | 11 | 1 | 4  | 155:54 | 23     |
| 5.    | Aberdeen Lynx       | 16     | 9  | 0 | 7  | 97:58  | 18     |
| 6.    | North Ayrshire Wild | 16     | 5  | 0 | 11 | 77:85  | 10     |
| 7.    | Dundee Tigers       | 16     | 4  | 0 | 12 | 53:115 | 8      |
| 8.    | Solway Stingrays    | 16     | 2  | 0 | 14 | 49:201 | 4      |
| 9.    | Kilmarnock Thunder  | 16     | 1  | 0 | 15 | 43:209 | 2      |

## Weblink
- Scottish National League 2018/19 auf stats.malcolmpreen.co.uk